# Leeuwarden (municipio)
 Leeuwarden (/ˈleˑˌwɑrdə(n)/ⓘ, en frisón urbano: Liwwadden o Leewadden; frisón occidental: Ljouwert) es un municipio de la provincia de Frisia en los Países Bajos. La ciudad principal del municipio es Leeuwarden que es también la capital de Frisia.
El municipio cuenta con veinte pueblos o núcleos de población. Sus nombres oficiales son los holandeses excepto para Wijtgaard, en frisón Wytgaard. El 1 de enero de 2014 se incorporó al municipio la mayor parte del antiguo municipio de Boarnsterhim y el 1 de enero de 2018 diez pueblos de Littenseradiel.

## Galería

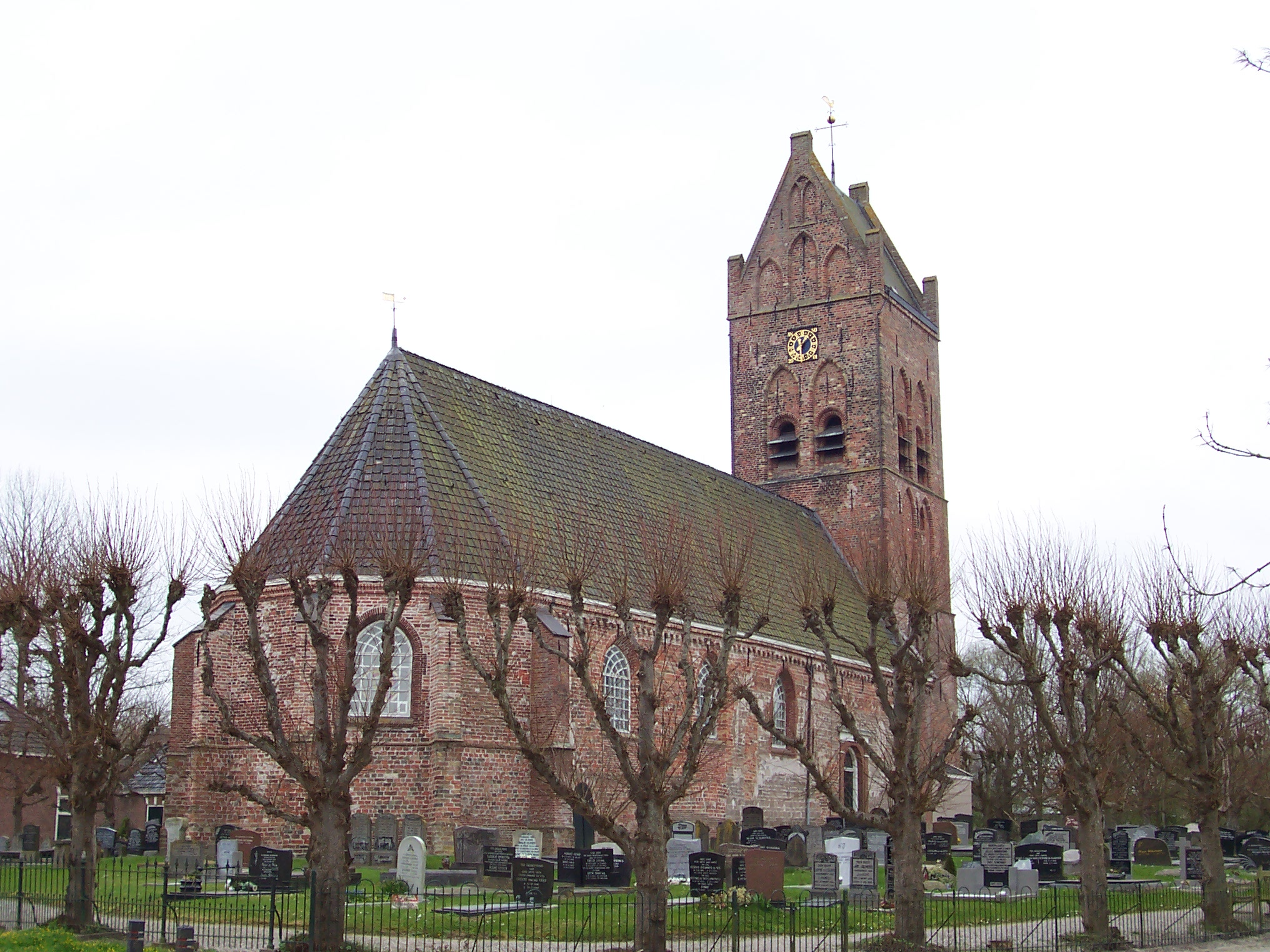
Goutum, iglesia reformada de Santa Inés, construida en estilo románico en el siglo XII.
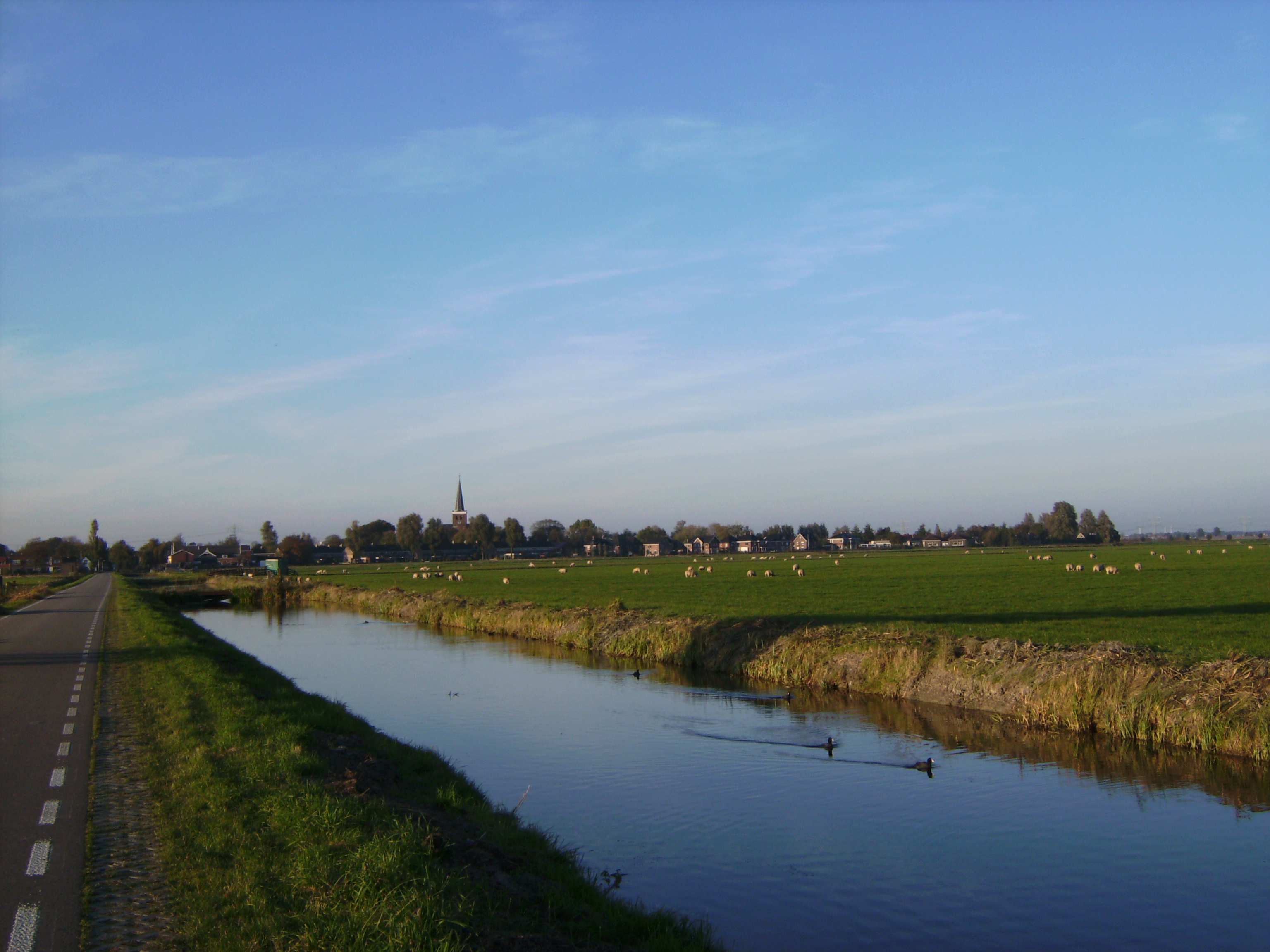
Wirdum.
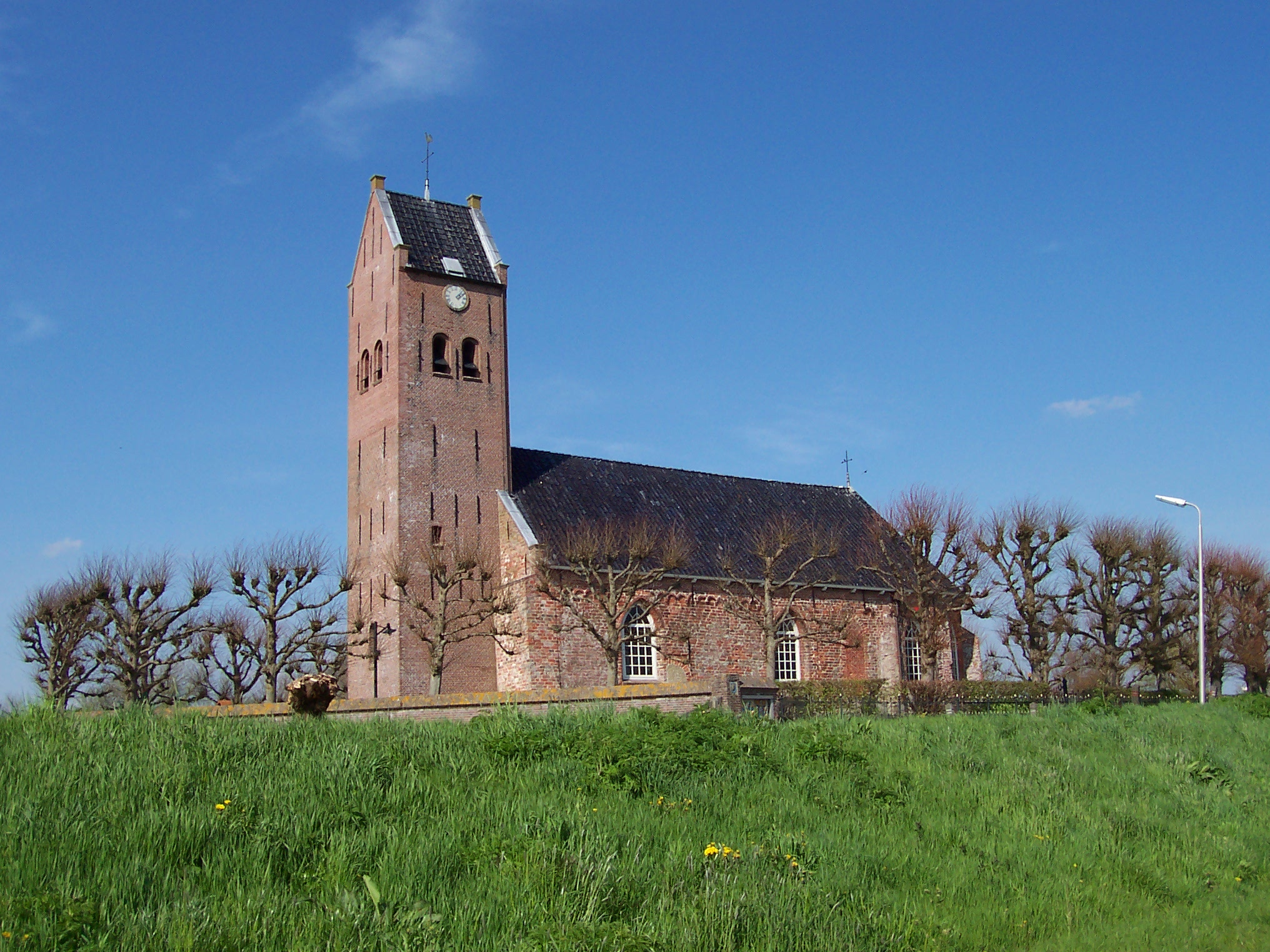
Swichum, iglesia de San Nicolás, siglo XIII.
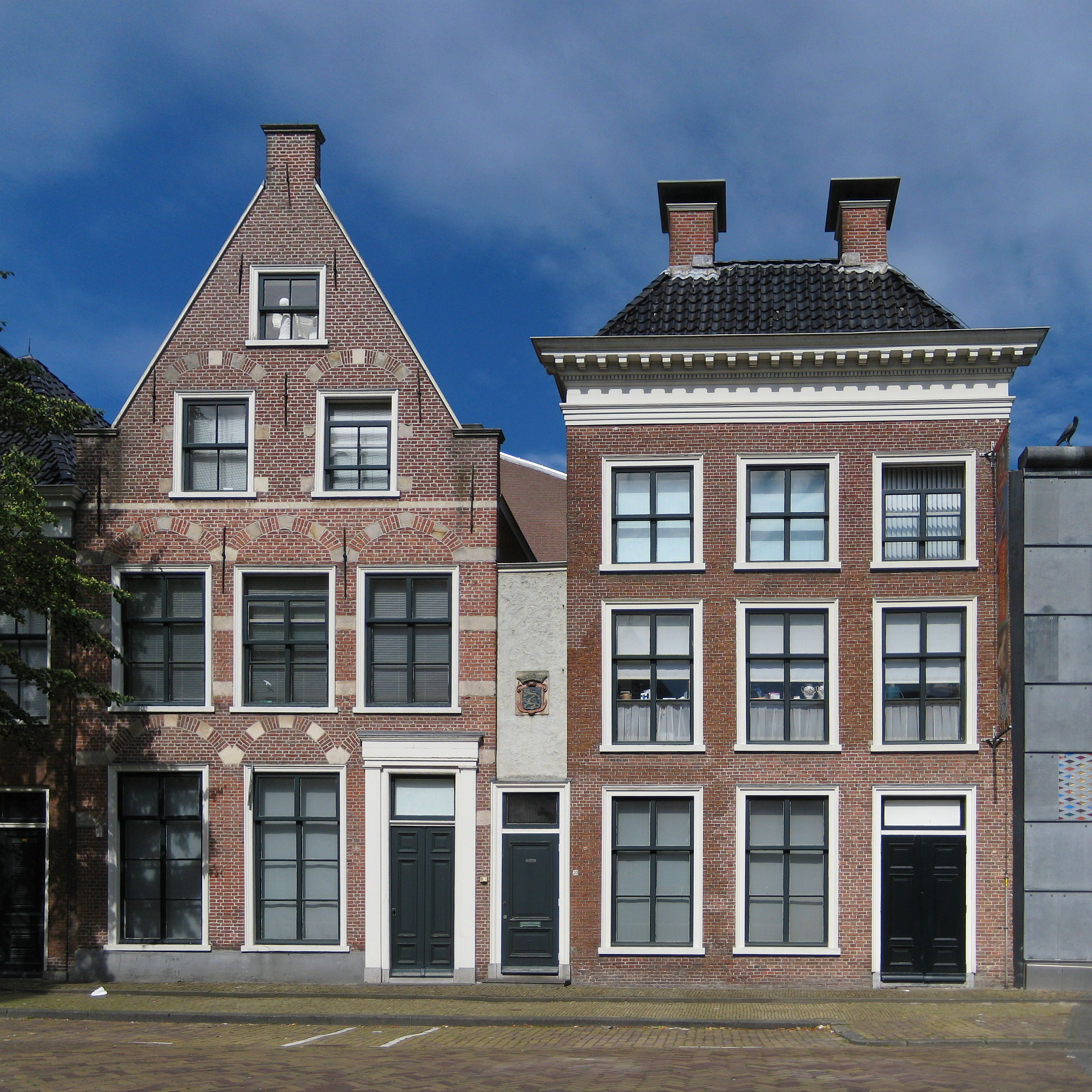
Leuvarda, Fries Museum.